# 林站 (越南)
林站（越南语：*/?）是越南河同铁路的一座火车站，位于北宁省仙游社，距河内站24公里。铺设有标准轨及米轨共行的混合轨。每天设有DD5/DD6次列车通往河内及同登。